# Parker Liautaud
Parker Liautaud (Palo Alto, 12 de agosto de 1994) es un explorador polar y activista ambiental estadounidense. En 2013, junto al explorador Doug Stoup, completó el trek más rápido impulsado por humanos desde la costa de la Antártida hasta el Polo Sur. Liautaud es el hombre más joven que ha llegado al Polo Sur sin reabastecimientos. Se graduó de la Universidad de Yale en New Haven, Connecticut.

## Exploración polar
A la edad de 17 años, Liautaud ya había realizado tres expediciones al Polo Norte. A los 19 años, dirigió la Expedición Willis al Polo Sur, un viaje antártico dividido en dos partes que incluyó un viaje de 1900 km de la Antártida para realizar investigación sobre el cambio climático, seguido de un recorrido de 560 km desde el borde de la Antártida al Polo Sur. El 24 de diciembre de 2013, Liautaud y su compañero explorador Doug Stoup completaron la expedición, estableciendo un nuevo récord viaje más rápido desde la costa de la Antártida hasta el Polo Sur. Liautaud se convirtió en el hombre más joven en viajar al Polo Sur en ese momento.
Durante la Expedición Willis, Parker y su equipo realizaron entrevistas en vivo en video a noticieros como Good Morning America y Squawk Box de CNBC. Liautaud ha estado trabajando activamente en cuestiones climáticas desde la edad de 14 años. Ha entrevistado a líderes mundiales, como el exsecretario general de la ONU, Kofi Annan, y la expresidenta de Irlanda, Mary Robinson, frente a grandes audiencias. En septiembre de 2013, el exvicepresidente de Estados Unidos Al Gore entrevistó a Liautaud en una sesión en la Cumbre de Buena Acción de la Fundación de las Naciones Unidas.